# Brock Pierce
Brock Pierce (Minnesota, 14 de noviembre de 1980) es un empresario y exactor estadounidense, conocido por su trabajo en la industria de las criptomonedas. Como actor, participó desde su infancia en películas de Disney como The Mighty Ducks (1992), D2: The Mighty Ducks (1994), y First Kid (1996). Fue candidato independiente en las elecciones presidenciales de Estados Unidos de 2020.

## Actuación
Pierce nació en Minnesota y desde temprana edad inició su carrera artística apareciendo en anuncios publicitarios. En 1992, participó en su primer largometraje como protagonista: The Mighty Ducks (1992). Dos años más tarde, regresó a la pantalla grande en la secuela D2: The Mighty Ducks. En 1996, Pierce volvió a tener un rol protagónico con su participación en First Kid (1996) en el papel de Luke Davenport. Posteriormente, Pierce tuvo roles secundarios en Little Big League (1994), Ripper Man (1995), Problem Child 3: Junior in Love (1995), Three Wishes (1995), Earth Minus Zero (1996), y The Ride (1997).

## Carrera empresarial

### Digital Entertainment Network
Pierce se retiró como actor a los 17 años de edad y posteriormente se unió como socio minoritaro a Marc Collins-Rector y Chad Schackley para fundar Digital Entertainment Network (DEN), un proyecto que logró recaudar $ 88 millones de dólares en capital riesgo. El objetivo de DEN era para mostrar contenido original a audiencias de nicho a través del internet. DEN era una empresa que se enfocaba en la creación y transmisión de contenido de vídeo original en línea a finales de los años 90, mucho antes del internet de banda ancha. Pierce produjo su primer show, un proyecto piloto para adolescentes gay llamado El mundo de Chad. Para los 18 años, Pierce ganaba 250,000 dólares anuales y era propietario del 1 % de las acciones de la compañía.
En mayo de 2000, DEN se declaró en bancarrota y terminó cerrando sus operaciones el mismo año.

### Bitcoin y criptomonedas

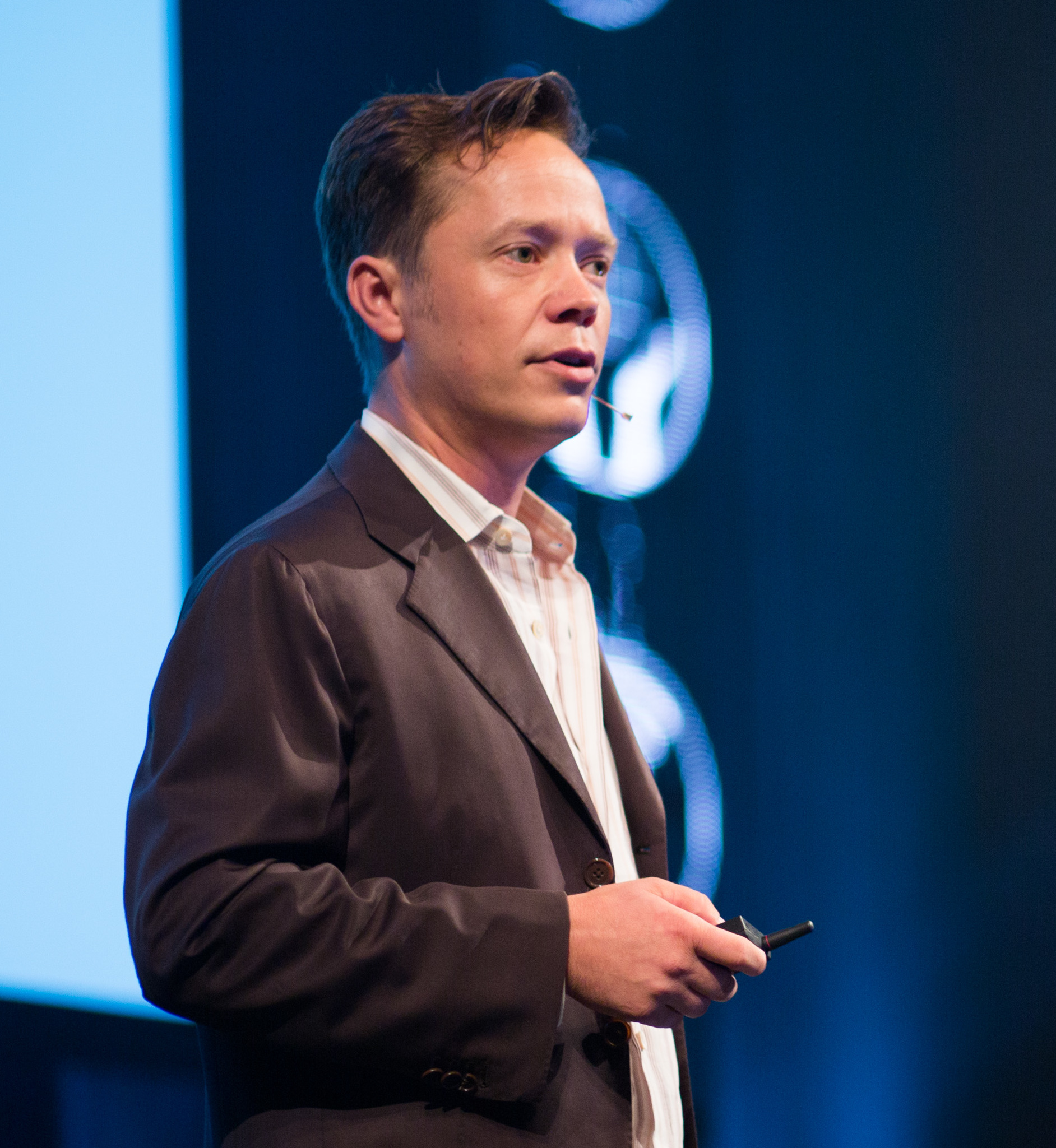
Pierce hablando en la cumbre de SingularityU en 2016

En la edición de febrero de 2018 de la revista Forbes Pierce fue nombrado «una de las 20 personas más ricas en criptomonedas», con un valor neto estimado entre los $ 700 millones y $ 1.1 mil millones.
En 2015, Pierce sirvió como asesor técnico para un episodio de la serie de televisión Silicon Valley. 
En 2013, Pierce se unió a los hermanos Bart y Bradford Stephens para crear la empresa de capital riesgo Blockchain Capital (BCC) la cual levantó más de 85 millones de dólares en dos fondos de capital de riesgo en octubre de 2017.
Pierce fue cofundador de la criptomoneda tether, con Reeve Collins y Craig Sellars en 2014. Tether superó al bitcoin en volumen comercial con el índice más alto de transacciones en el mercado de las criptomonedas en 2019. En una entrevista en julio de 2020, Pierce explicó que su relación con Tether terminó en 2015 pero mencionó al tether como «una de las innovaciones más importantes en el intercambio de monedas».
En mayo de 2014, Pierce fue elegido Director de la Bitcoin Fundation. Varios miembros de la fundación del Bitcoin dimitieron por preocupaciones en relación con el liderazgo de la fundación. La organización anunció insolvencia en julio de 2015.
Pierce fue cofundador de Block.one, empresa que creó el EOS.IO Software. La oferta inicial de monedas levantó más de 4 mil millones de dólares, siendo la más grande de la historia. En marzo de 2018, las funciones de Pierce en Block.one cambiaron para convertirse en director de estrategia y al mes siguiente renunció de la compañía para dedicarse a proyectos comunitarios.

### Internet Gaming Entertainment
En 2001, Pierce fundó Internet Gaming Entertainment (IGE), una compañía qué inició la industria de servicios en MMORPG currency-selling. Entre 2004 y 2005, IGE gastó más de 25 millones de dólares comprando a siete de sus competidores más pequeños, incluyendo cuatro plataformas de subasta y sitios de fans y contenido. En 2005, Pierce estimó que IGE consistía aproximadamente del 50 % del mercado on-line en los EE. UU., el cual aproximadamente era de $ 500 millones en volumen anual.
Pierce invitó a Steve Bannon, quien anteriormente fue parte de Goldman Sachs y Breitbart News, para iniciar un proyecto de capital riesgo. En febrero de 2006, ambos lograron cerrar un acuerdo por $ 60 millones, del cual Pierce obtuvo $ 20 millones. Al año siguiente y ante una demanda colectiva, la compañía se quedó sin activos y Pierce se vio forzado a salir de la empresa.
En 2003, Pierce fundó ZAM, una red de sitios web orientada a jugadores de videojuegos en línea (MMORPG), tales como World of Warcraft, Star Wars: The Old Republic, Rift, EverQuest, etc. La red ZAM.com incluía sitios web de videojuegos como ZAM.com, Wowhead, Thottbot, Torhead, y D3DB.

### Titan Gaming/Playsino
En 2010, Titan Gaming reclutó a Pierce para formar parte de su mesa directiva junto con el ejecutivo de EA Keith McCurdy. Pierce se unió a otros inversores ángel del sur de California, incluyendo MP3.com Michael Robertson, SOA Software's Eric Pulier y William Quigley al igual que Jim Armstrong de Clearstone Ventures. También ese año, Titan Gaming adquirió la creciente red de juegos en línea red Xfire de Viacom. En octubre de 2011, después de que Xfire recibiera $ 4 millones en inversión por parte de Intel Capital, Titan Gaming y Xfire se separan y parten en direcciones distintas. Ahora Titan Gaming y Xfire operan de manera independientemente. A finales de abril de 2012, Titan Gaming anunció que sería renombrada como Playsino para embarcar en una restructuración completa, con Pierce como su nuevo CEO y $ 1.5 millones de financiación nueva.
Posteriormente, Pierce fue el director general del fondo Clearstone Global Gaming, así como miembro de las mesa directiva de IMI Exchange (derivado de la reestruturación de IGE), Xfire, Playsino (siendo reemplazado como CEO en 2013), GoCoin, FGL, Spicy Horse Games, KnCMiner.cn y la fundación Mastercoin. También fue miembro inversionista de Bit Angels e inversor en BTC China.
Pierce ha sido invitado a participar como ponente en la Milken Global Conference, Singularity University, y Caltech.

## Puerto Rico
En 2018, Pierce se mudó a Puerto Rico y estableció sus operaciones en un hotel llamado El Convento en el Viejo San Juan. Al poco tiempo, sus instalaciones se convirtieron en un punto de reunión y desarrollo comunitario para la comunidad blockchain en la isla. Después de los daños causados por el huracán María en 2017, Pierce organizó una conferencia llamada Restart Week con el fin de incentivar a los emprendedores a apoyar a las comunidades afectadas a través de la innovación y la filantropía en diferentes regiones de la isla. Algunos residentes han cuestionado el verdadero beneficio hacia los negocios por los incentivos fiscales orientados a reiniciar la economía. Pierce también es el presidente de la Fundación Integro qué ayudó a recaudar $ 1 millón para mascarillas KN-95 en abril de 2020.

## Carrera política

### Campaña presidencial de 2020
El 5 de julio de 2020, Pierce anunció su candidatura independiente para las elecciones presidenciales de Estados Unidos de 2020. El 7 de julio la campaña entregó los documentos de inscripción ante el FEC. Pierce desarrolló su campaña alrededor de sus experiencias como emprendedor, y su candidata a vicepresidenta es la también emprendedora Karla Ballard. El 15 de julio Pierce obtuvo su registro en las urnas en Oklahoma, el 12 de agosto en Arkansas y el 19 de agosto en Colorado y el 24 de agosto fue nominado por el New York Independence Party. Pierce fue públicamente apoyado por el inversionista de capital riesgo y activista de Bitcoin Tim Draper. Pierce también fue respaldado por el cantante y emprendedor Akon, quién dirigió su campaña presidencial como jefe de estrategia. El 14 de septiembre, Pierce anunció que desea formar un nuevo partido e impulsar a otros candidatos hacia el 2022.
El 13 de octubre de 2020, Pierce se convirtió en el primer candidato presidencial en la historia de los Estados Unidos en recibir un voto a través de una aplicación en un teléfono móvil personal mediante la tecnología blockchain, en el condado de Utah utilizando la aplicación Voatz.
Según la Comisión Federal de Elecciones, Pierce invirtió más de 3,7 millones de dólares en su campaña por la presidencia.

### Posiciones políticas
Pierce es partidario de crear “América 2.0,” con un gobierno enfocado en la adopción de nuevas tecnologías dado que el considera que la tecnología es el problema más importante para el futuro de los Estados Unidos. Pierce ha mencionado que pretende crear un esquema de renta básica universal, una solución la cual podría ser habilitada a través de las monedas digitales. También apoya el sistema de salud de pagador único y la legalización de la marihuana. Pierce ha criticado el sistema de dos partidos y ha declarado que pretende iniciar un importante tercero.

### Debates presidenciales
Durante su campaña electoral, Pierce participó activamente con la Fundación de Elecciones Free & Equal, la cual organizó el 8 de octubre de 2020 el segundo Debate Presidencial Abierto en Denver, Colorado. Los candidatos que participaron en el debate tenían que aparecer en la boleta electoral en al menos ocho estados. Los participantes en el debate incluyeron a Pierce, al igual que a Howie Hawkins del Partido Verde, Brian Carroll del Partido de Solidaridad Estadounidense, Don Blankenship del Partido de la Constitución y Gloria La Riva del Partido Socialismo y Liberación. Posteriormente, el 24 de octubre, en Casper, Wyoming, Pierce participó en el tercer Debate Presidencial Abierto. Cabe señalar que Pierce es el único candidato independiente que aparece en la boleta de Wyoming.

## Filmografía
| Año  | Título                          | Papel                  | Notas                           |
| ---- | ------------------------------- | ---------------------- | ------------------------------- |
| 1992 | The Mighty Ducks                | Gordon, 9 años de edad |                                 |
| 1994 | D2: The Mighty Ducks            | Gordon                 |                                 |
| 1994 | Little Big League               | Sidney                 |                                 |
| 1995 | Ripper Man                      | Kevin                  |                                 |
| 1995 | Problem Child 3: Junior in Love | Duke                   | Película de televisión          |
| 1995 | Three Wishes                    | Scott                  |                                 |
| 1996 | First Kid                       | Luke Davenport         |                                 |
| 1996 | Earth Minus Zero                | Joey Heller            |                                 |
| 1997 | Two Small Voices                | Brad                   | Película de televisión          |
| 1997 | The Ride                        | Danny O'Neil           |                                 |
| 1997 | Legend of the Lost Tomb         | John Robie             | Película de televisión          |
| 2014 | An Open Secret                  | Él mismo               | Documental; imágenes de archivo |
| 2015 | Play Money                      | Él mismo               | Documental                      |